# Bleskovice

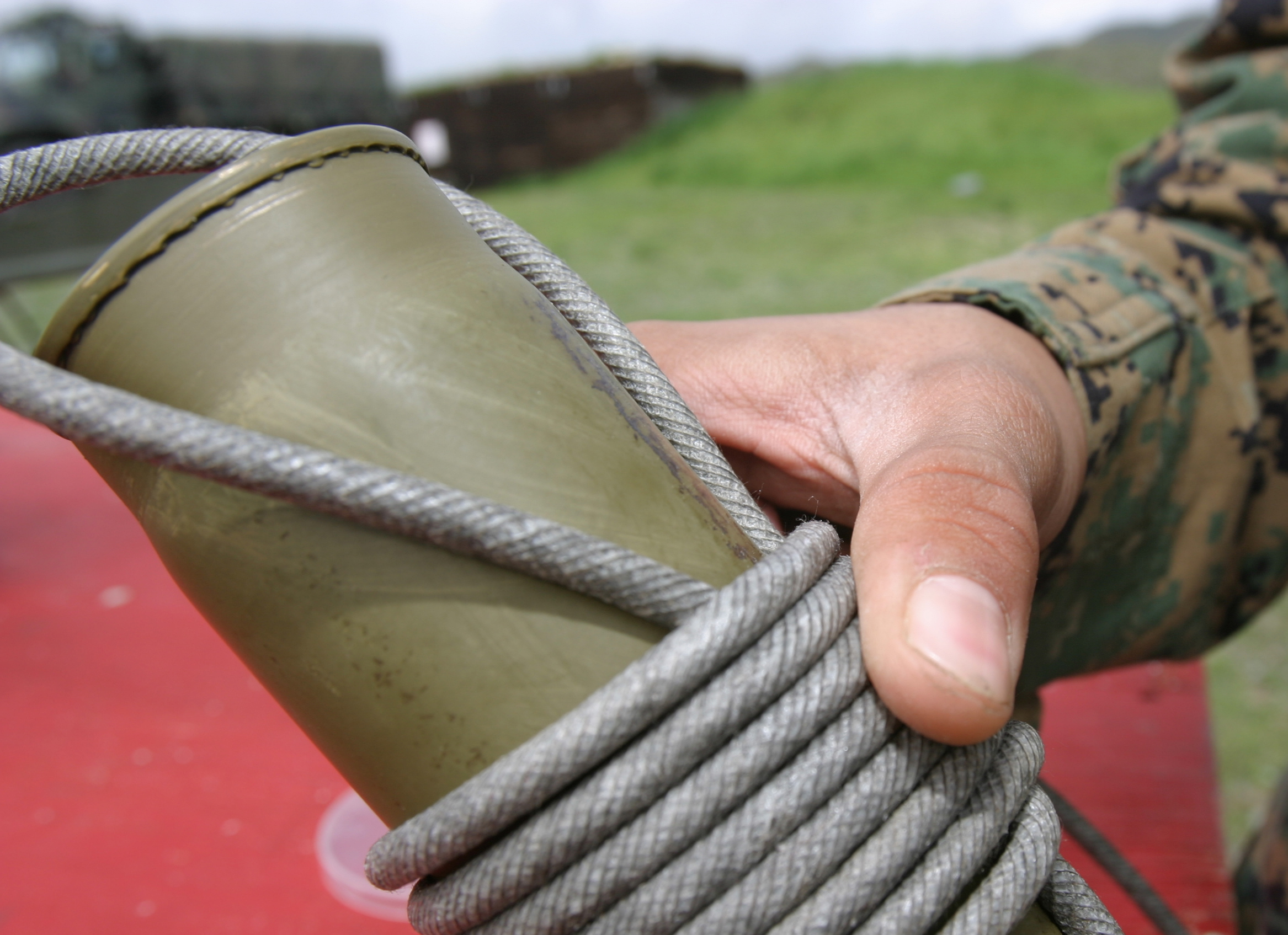
Bleskovice namotaná na náloži pro překonávání ostnatého drátu.

Bleskovice je tenká trubička z plastu, tkaniny či kombinace plastu a tkaniny, naplněná relativně malým množstvím trhaviny, obvykle směsí pentritu a několika procent inertních flegmatizátorů. Typické bleskovice mají mezi 1 až 100 g náplně pentritu na jeden metr. Detonační rychlost bleskovic je díky malému průměru náplně kolem 6500 m/s. Bleskovice se používají k propojování náloží a jejich simultánní iniciaci. Někdy lze bleskovici, resp. její konec, vložit přímo do nálože. V případě méně citlivých trhavin je potřeba ji vložit do počinové náložky. Bleskovice lze použít i samotné, např. k trhání menších stromů. Za tímto účelem se samotná bleskovice několikrát omotá kolem stromu. Existují i aplikace spojené s nádržkami na vodu, které se užívají při překonávání dveří nebo zdí. Detonace bleskovice je dosahováno pomocí přiložené rozbušky.
Bleskovici nelze zaměňovat za shock tube (trubička podobná bleskovici, ale pouze s miligramy náplně na metr), popř. s ohňostrojnou bleskovicí, což je velmi rychle hořící typ „zápalné šňůry”.